# هیده‌ماسا موریتا
هیده‌ماسا موریتا (زاده ۱۰ مهٔ ۱۹۹۵) یک بازیکن فوتبال اهل ژاپن است که در پست هافبک و برای باشگاه فوتبال اسپورتینگ بازی می‌کند.